# Mariana Seoane
Mariana Seoane Garcia (ur. 10 czerwca 1976 w Parácuaro w stanie Michoacán) – meksykańska aktorka, piosenkarka i modelka, znana głównie z ról w telenowelach.

## Filmografia

### Seriale
- 1995: Retrato de familia
- 1996:
  - Canción de amor
  - Los Hijos de nadie jako Sandra
- 1997–1998: Mi pequeña traviesa jako Bárbara
- 1999:
  - Amor gitano jako Adriana
  - Tres mujeres jako Marcela Duran
- 2001: Diseñador ambos sexos
- 2003: Rebeka jako Rebeca Linares
- 2006-2007: La Fea más bella jako Karla
- 2007–2008: Tormenta en el Paraiso jako Maura Durán / Karina Rosemberg
- 2008–2009: Mañana es para siempre jako Chelsy
- 2009-2010:
  - Morze miłości jako Oriana Parra-Ibáñez Briceño
  - Adictos jako Carla
- 2010: Los Héroes del Norte jako Mariana (gościnnie)
- 2012: Ja, ona i Eva (Por Ella Soy Eva) jako Rebeca Oropeza
- 2013: Burza (La Tempestad) jako Ursula